# Primo ministro dell'Ucraina
Il primo ministro dell'Ucraina (in ucraino: Прем'єр-міністр України) è la carica istituzionale che presiede il Governo dell'Ucraina, organo che detiene il potere esecutivo.

## Nomina e rimozione
Il primo ministro è nominato dalla Verchovna Rada (Parlamento nazionale) a seguito della proposta del presidente dell'Ucraina, secondo l'articolo 114 della Costituzione. La candidatura viene scelta e portata al presidente da parte di una coalizione parlamentare. Formalmente, il presidente ha 15 giorni per considerare la candidatura e la Costituzione non pone norme riguardo a un suo eventuale rifiuto.
Prima della riforma costituzionale del 2004, il presidente non aveva limiti nella scelta della candidatura del primo ministro e la ratificazione nel Parlamento era solitamente preceduta da alcuni giorni di consultazioni e interrogazioni del candidato da parte delle fazioni parlamentari. L'approvazione da parte del parlamento non era una mera formalità. La ratifica di alcuni candidati avveniva con uno stretto margine e il candidato poteva pertanto non essere ammesso alla carica. Ad esempio, nel 1999 Valerij Pustovojtenko non fu eletto per soli tre voti, quindi non poté essere riconfermato dopo la rassegnazione delle dimissioni all'inizio del secondo mandato del Presidente Kučma. Kučma scelse Viktor Juščenko come candidato alternativo.
Prima della riforma costituzionale, il primo ministro era rimosso unilateralmente dal presidente, mentre con la riforma, il Capo del governo può essere rimosso soltanto dal Parlamento. Formalmente, la Verchovna Rada deve manifestare una sfiducia verso il governo, che deve causare la dimissione del primo ministro. Il Parlamento non può però porre ai voti la risoluzione entro un anno dall'approvazione del programma del governo. Nella storia, il Parlamento ha rimosso i premier Viktor Juščenko e Viktor Janukovyč. Quest'ultimo ha rifiutato di rassegnare le dimissioni al presidente sostenendo la violazione del periodo di un anno. Il governo di Jurij Jechanurov fu anche formalmente rimosso, ma l'atto parlamentare fu subito ritirato.
Il primo ministro, come ogni altro membro del governo, può dimettersi volontariamente rassegnando le dimissioni al Parlamento; in conseguenza alle dimissioni del premier, tutto il governo viene dimesso. A seguito dell'approvazione dell'attuale Costituzione dell'Ucraina, solo Pavlo Lazarenko ha perso la carica in questo modo.
Inoltre, il primo ministro e il Governo sono obbligati alle dimissioni a ogni insediamento di un nuovo Parlamento.

## Autorità
Il primo ministro supervisiona l'operato del Governo e firma i suoi atti; propone inoltre le candidature dei ministri al Parlamento (eccetto il Ministro degli Affari Esteri e quello della Difesa), come anche altre candidature alle amministrazioni regionali (governatori) al presidente.
Inoltre, il primo ministro ha l'autorità per controfirmare gli editti presidenziali, insieme al ministro responsabile. La Costituzione non espone chiaramente se la mancanza della controfirma renda l'editto nullo.